# Las Margaritas (Chiapas)
Pour les articles homonymes, voir Las Margaritas.
Las Margaritas est une municipalité du Chiapas, au Mexique. Elle couvre une superficie de 3 025,7 ou 5 307,8 km2 et compte 122 821 habitants en 2015.